# Pokłon Trzech Króli (obraz Pietera Bruegla starszego)
Pokłon Trzech Króli (niderl. De aanbidding door de wijzen) – jeden z trzech obrazów o tej tematyce, namalowany przez Pietera Bruegla Starszego.

## Geneza tematu
Temat poruszony przez Bruegla pochodzi z Nowego Testamentu i opisany został w Ewangelii św. Mateusza (Mt 2,1-12). Pomimo że ewangelia mówi o mędrcach i nie określa jednoznacznie ich liczby, to od XII wieku w sztuce pojawiają się królowie z atrybutami władzy. Najczęściej jest ich trzech, młodzieniec, człowiek dojrzały i starzec, reprezentują trzy kontynenty, Europę, Azję i Afrykę.

## Opis
Bruegel namalował trzy obrazy, gdzie opisał motyw pokłonu Trzech Króli. Pierwszy został namalowany w 1562 roku, drugi w 1564, a kolejny w 1567 roku.
Na drugim płótnie scena pokłonu została ujęta z perspektywy widza, który jest świadkiem sceny pokłonu. W centralnej części znajduje się matka Boska, a na jej kolanach siedzi dzieciątko. Zaskakujące jest iż dziecko wygląda na starsze niż w pierwszych dniach po urodzeniu. Maria na twarz pięknej młodej kobiety, choć kaptur zasłania jej jedno oko. Jej postawa jest pochylona ku dziecku a te wygląda jak lekko przestraszone. Wizerunki królów maja bardzo pospolite rysy. Szata czarnoskórego króla jest znacznie jaśniejsza od pozostałych co przyćmiewa postać Marii. Za Matką stoi Józef. Został ujęty w dość nietypowym momencie. Zamiast celebrować pokłon króli on zdaje się pochłonięty jest w słuchaniu wieści od jednego z wieśniaków. Tak przedstawiona scena adoracji spotkała się dezaprobatą kontrreformacji, która bacznie pilnowała zaleceń sformułowanych na soborze trydenckim w latach 1545–1563 odnośnie do dzieł artystów i sposobu ukazywania w nich postaci świętych. Bruegel dodatkowo wplótł wątek polityczny. Tłum wokół stajenki składa się głównie z uzbrojonych żołnierzy. Jest to aluzja do okupacji hiszpańskiej w Niderlandach i walki dwóch wyznań w obliczu jednej narodzonej prawdy. Z prawej strony widoczna jest postać w okularach, która ma pytać widza czy widzi tę prawdę, czy widzi jak tajemnica boskiego narodzenia mająca zjednoczyć człowieka i uwolnić go z grzechu teraz szykuje się do wojny religijnej w imię tego samego Boga.